# 江別市立江別第二小学校
江別市立江別第二小学校（えべつしりつえべつだいにしょうがっこう）とは、北海道江別市野幌代々木町にある市立の小学校である。1886年（明治19年）9月15日設立。

## 概要
江別第二小学校は、1886年（明治19年）に屯田兵の子弟教育を目的として野幌屯田兵村中央部に校舎を建築し、「公立江別西小学校」と命名し開校した。修業年限4年の簡易尋常小学校であった。のちに、「江西尋常高等小学校」、「江別第二尋常小学校」を経て、現在の「江別第二小学校」となった。開校前年の1885年（明治18年）7月に屯田兵がこの地に鍬を下ろした。野幌屯田兵の遺構として、校地に隣接した江別市屯田資料館（野幌屯田兵第二中隊本部）や校区内の湯川公園に復元された屯田兵屋などがある。また、練兵場跡の江別第二中学校横には野幌兵村開村記念碑がある。
校区は、野幌地区の中心に位置し、広範囲にわたって住宅街がある。市民体育館・情報図書館・野幌公民館・屯田兵資料館・ガラス工芸館・湯川公園・野幌グリーンモール・江別市子育てひろば「ぽこ あ ぽこ」等の公共施設が多く所在し、大型商業施設も充実している。野幌駅周辺は高架工事が終わり、駅前再開発が進んでいる。

## 校区
江別第二小学校の校区は以下の通りである。
- 野幌松並町（1番地-32番地、34番地-38番地）
- 野幌町
- 野幌末広町（1番地-38番地）
- 野幌住吉町（1番地-37番地、42番地）
- 野幌代々木町
- 元野幌（対雁小学校、大麻東小学校、大麻泉小学校の通学区域を除く全域）
- 野幌寿町（5番地-20番地、32番地-48番地）
- 野幌屯田町
- 野幌美幸町（1番地-32番地、37番地-38番地）

## 教育目標等
2024年度（令和6年度）現在の教育目標等は以下の通りである。
1. 自ら学び、考え、表現する児童の育成（よく考えて学習する子）
2. 優しい心をもち、美しいものに感動する児童の育成（親切で思いやりのある子）
3. 自らの意思で、忍耐強く行動する児童の育成（ねばり強くやりぬく子）
4. 丈夫な身体と強い体力をもった児童の育成（健康で明るい子）

## 教育活動
特色のある教育活動として、以下のものが挙げられる。
小一貫教育の取組
- 二小・二中スタンダード作成
- 連続した教育課程の編成
- 中学校登校（年3回）
- 部活動体験
- 合同挨拶運動
- 教職員による小中合同分科会、プロジェクト会議

地域一体型・学校顔づくり事業
- 子どもを守る取組の推進
- あいさつ声かけ運動の推進
- 地域ボランティアによる「二小っ子見守り隊」の巡回活動等
- 土曜広場の開催（7～10月）
- PTA巡視活動
- 小中地域合同校区内清掃（9月）
- 教育活動を支援する取組
- 交通安全ボランティア（4,8,2月）
- スキーボランティア（1,2月）
- 朝読書
- 9年間を見通した総合的な学習の時間「SDGs」
- 考え議論する道徳科の授業
- 弁当の日
- 防災教育

## 児童数・学級数
| 学年   | 1年生 | 2年生 | 3年生 | 4年生 | 5年生 | 6年生 | 特別支援 | 計  |
| ------ | ----- | ----- | ----- | ----- | ----- | ----- | -------- | --- |
| 学級数 | 3     | 3     | 3     | 4     | 3     | 3     | 5        | 24  |
| 児童数 | 89    | 81    | 87    | 107   | 91    | 93    | 30       | 578 |

（2024年（令和6年）5月1日現在）

## 歴史

### 沿革
学校の沿革は以下の通りである。
- 1886年（明治19年） - 「公立江別西学校」と称し創立。
- 1891年（明治24年） - 「私立江西尋常高等小学校」と改称し、修業年限3年の高等科を併設。
- 1901年（明治34年） - 私立を廃し公立校にもどる。高等科4年に延長。
- 1909年（明治42年） - 「江別第二尋常高等小学校」と改称。
- 1913年（大正02年） - 校歌制定。
- 1925年（大正14年） - 校章制定。
- 1941年（昭和16年） - 「江別第二国民学校」と改称。
- 1947年（昭和22年） - 「江別第二小学校」と改称。PTA設立。
- 1976年（昭和51年） - 新設中央小学校に一部分離。
- 1984年（昭和59年） - 新設野幌若葉小学校に一部分離。

## アクセス
江別第二小学校の所在地及びアクセスは以下の通りである。
所在地
- 郵便番号：067-0002
- 所在地：北海道江別市野幌代々木町39

アクセス
- JR野幌駅北口より徒歩15分

- 新札幌バスターミナルより
  - JR北海道バス 新25・新26 野幌駅通下車、徒歩8分
  - JR北海道バス 新28 第2中学校前下車、徒歩4分
  - 北海道中央バス 5/55/60 3番通8丁目下車、徒歩4分